# Bad Salzungen

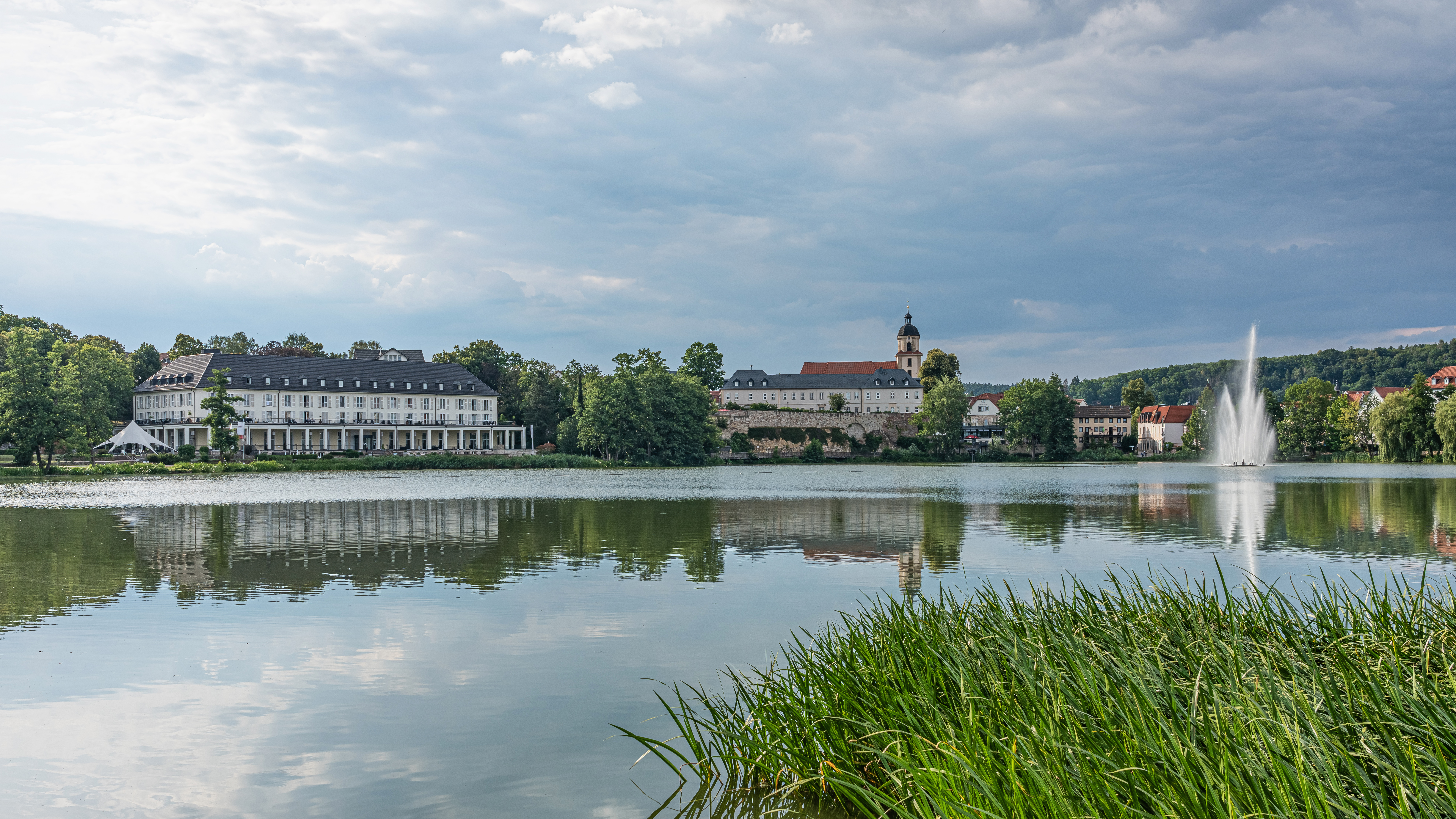

Bad Salzungen là một đô thị ở bang Thüringen, nước Đức. Đô thị này có diện tích 39,06 km², dân số thời điểm 31 tháng 12 năm 2006 là 16.542 người. Đây là huyện lỵ huyện Wartbug. Bad Salzungen nằm bên bờ sông Werra, 5 km về phía đông Tiefenort và 20 km về phía nam Eisenach.